# Första kammaren
Första kammaren, förkortat FK, var ett indirekt valt överhus till den tvåkammarriksdag som Sverige hade åren 1867–1970. Kammaren hade vid sitt avskaffande 151 ledamöter, vilka sedan 1921 valdes till åttaåriga mandatperioder av respektive landsting och vissa stadsfullmäktige. De båda kamrarna hade samma befogenheter. Ledamöterna i landstingen och stadsfullmäktige var direkt valda av de röstberättigade.
Under en stor del av det socialdemokratiska maktinnehavet 1932–1976 räddades partiet kvar vid makten tack vare sin starka ställning i första kammaren. Om de båda kamrarna fattade motstridiga beslut i budgetfrågor samlades man nämligen till ett gemensamt sammanträde för att fatta ett "samfällt" beslut i sådana frågor. I övriga frågor föll frågan, men kunde tas upp igen genom att lägga fram ett nytt förslag.
Sammanjämkningen underlättades dock i Sverige av att riksdagen hade för båda kamrarna gemensamma utskott. Detta är sällsynt för ett tvåkammarsystem; det brukar nämligen i tvåkammarsystem endast förekomma tillfälliga gemensamma medlingsutskott eller liknande för att lösa en tvistefråga mellan kamrarna. Så är det till exempel i Tyskland. I Storbritannien finns joint committees.

## Historik
Före tvåkammarriksdagens införande bestod Sveriges riksdag av fyra stånd: Adel, präster, borgare och bönder (ståndsriksdagen). En stor del av den svenska befolkningen stod utanför politiskt inflytande. Kvinnor i alla samhällsskikt var till största delen utestängda från möjligheter att påverka Riksdagens sammansättning, men under Frihetstiden (1720–1772) förekom det att änkor efter betydelsefulla präster fick rösta på ledamöter till prästeståndet, och att borgarkvinnor som ärvt företag efter far eller make, och därigenom betalade skatt till sin hemstad, fick rösta på ledamöter till borgarståndet. (Källa: Borgarståndets riksdagsprotokoll 1746–1747.) I det förslag till ny riksdagsordning som lades fram för de sista ståndsriksdagarna togs den formella betydelsen av börd bort medan betydelsen av samhällsställning behölls. Detta betydde att såväl industrialister och bankirer som alla tjänstemän (exempelvis jurister, ingenjörer samt akademiker) som inte var adelsmän fick politisk representation.
Reglerna för rösträtt var olika för andra kammaren och för de landsting som skulle få utse första kammaren. I valen till andra kammaren hade varje vuxen man med tillräcklig inkomst eller tillräcklig fast egendom en röst. Den som var skattebetalare hade i regel politiskt inflytande. Gränserna sattes så att arbetare i allmänhet utestängdes, men självägande bönder i allmänhet hade rösträtt. På det viset fick bondeståndets gamla valmanskår fortsatta möjligheter att påverka riksdagen.
I kommunal- och landstingsvalen fick alla vuxna män rösträtt, men alla fick inte samma rösträtt. Alla fick minst en röst var, men de som hade stora egendomar och/eller stora inkomster fick fler röster – den graderade röstskalan kopplades till skatteuttaget.
Till första kammaren utsågs ledamöterna av landstingen vilket gav det högre borgerskapet och adeln ett starkt inflytande där. Första kammaren representerade det som sågs som den "främsta" delen av befolkningen, och uppfattades också som ett "överhus" eller en "senat".
När den allmänna rösträtten, och avskaffandet av de graderade röstskalorna, så småningom genomdrevs, ändrades Första kammarens politiska karaktär. Socialdemokraterna var under en stor del av 1900-talet mer framgångsrika i kommunalvalen än i andrakammarvalen, vilket ledde till att de fick en starkare ställning i första kammaren än i andra. Eftersläpningen gynnade socialdemokratin; en omsvängning i den politiska opinionen kunde ge omedelbara uttryck i hela andra kammarens sammansättning, samtidigt som vissa av första kammarens ledamöter satt i kraft av ett nära tolv år gammalt folkligt mandat.

## Mandatperioder
Första kammarens ledamöter valdes till nioåriga mandat och mandatperioden började omedelbart efter ledamoten blivit vald. Om en sittande ledamot avgick eller dog skulle ett val hållas så fort som möjligt för att utse en ny ledamot. Om en ledamot skulle överskrida sin nioårsperiod under en då pågående riksdag fick denne ändå sitta kvar till riksdagens slut.
Den 26 maj 1909 skedde en ändring, och mandatperioden sänktes till sex år istället för nio. Mandatperioden startade dessutom den 1 januari året efter valet istället för direkt efter valet. Om kungen utlöst nytt val skulle den valda ledamoten endast sitta till den tidigare sexårsperiodens slut. Till exempel: en ledamot vald 1909 (mandatperiods början från 1 januari 1910) och av kungen utsett val hållet 1914 betydde fortfarande att mandatperioden löpte ut den 1 januari 1916.
Den 31 januari 1921 höjdes mandatperioden från sex till åtta år.

## Villkor för valbarhet
Valbar till första kammaren var män som uppnått 35 års ålder samt att man ägde och i minst tre år före valet ägt fastighet värderad till minst 80 000 kronor, eller att man betalade skatt och i minst tre år beskattats för minst 4 000 kronor i inkomst. Valbarheten var ej bunden vid bostad inom valkretsen. Om dessa villkor ej längre var uppfyllda vid någon tidpunkt efter valet, så förlorade ledamoten automatiskt uppdraget som riksdagsman.
Den 26 maj 1909 sänktes kravet på fastighetsvärde från 80 000 till 50 000, och kravet på minimiinkomst från 4 000 till 3 000 kronor.
Den 31 januari 1921 blev kvinnor också valbara.
Den 30 juni 1933 ändrades formuleringen för vilka som var valbara eller inte. Beskattningsvillkoren ströks och ändrades. Istället var alla kommunalt röstberättigade (för de kraven, se Rösträttens utveckling i Sverige#Kommunalvalet) män och kvinnor 35 år eller över valbara. Valbarhetsåldern sänktes från 35 år till 23 år genom kungörelse den 17 april 1953. Under hela första kammarens existens var det aldrig ett krav att bo i valkretsen för att kunna bli vald där.

## Valkretsar
Valkretsarna var år 1867 tjugosex (26) stycken:
- Stockholms stads valkrets
- Stockholms läns valkrets
- Uppsala läns valkrets
- Södermanlands läns valkrets
- Östergötlands läns valkrets
- Jönköpings läns valkrets
- Kronobergs läns valkrets
- Kalmar läns norra valkrets
- Kalmar läns södra valkrets
- Gotlands läns valkrets
- Blekinge läns valkrets
- Kristianstads läns valkrets
- Malmöhus läns valkrets
- Hallands läns valkrets
- Göteborgs och Bohus läns valkrets
- Göteborgs stads valkrets
- Älvsborgs läns valkrets
- Skaraborgs läns valkrets
- Värmlands läns valkrets
- Örebro läns valkrets
- Västmanlands läns valkrets
- Kopparbergs läns valkrets
- Gävleborgs läns valkrets
- Västernorrlands läns valkrets
- Jämtlands läns valkrets
- Västerbottens läns valkrets
- Norrbottens läns valkrets

Vid urtima riksdagen 1871 utbröts Malmö stads valkrets ur Malmöhus läns valkrets och 1873 utbröts Norrköpings stads valkrets ur Östergötlands läns valkrets. Valkretsarna var då 28 stycken.
1894 utbröts Gävle stads valkrets ur Gävleborgs läns valkrets och antalet valkretsar ökade till 29.
Vid urtima riksdagen 1919 utbröts Helsingborgs stads valkrets ur Malmöhus läns valkrets och antalet valkretsar ökade till 30.
1921 minskades antalet valkretsar till 19 och dessa valkretsar behölls ända fram till tvåkammarriksdagens avskaffande 1970:
- Stockholms stads valkrets
- Stockholms läns och Uppsala läns valkrets
- Södermanlands läns och Västmanlands läns valkrets
- Östergötlands läns med Norrköpings stads valkrets
- Jönköpings läns valkrets
- Kalmar läns och Gotlands läns valkrets
- Kronobergs läns och Hallands läns valkrets
- Blekinge läns och Kristianstads läns valkrets
- Malmöhus läns valkrets
- Göteborgs och Bohus läns valkrets
- Göteborgs stads valkrets
- Älvsborgs läns valkrets
- Skaraborgs läns valkrets
- Värmlands läns valkrets
- Örebro läns valkrets
- Kopparbergs läns valkrets
- Gävleborgs län med Gävle stads valkrets
- Västernorrlands läns och Jämtlands läns valkrets
- Västerbottens läns och Norrbottens läns valkrets

## Mandatfördelning i första kammaren 1912-1970
| 12 | 51 | 87 |

| 150 |

| 16 | 44 | 90 |

| 150 |

|  | 20 | 43 | 86 |

| 150 |

|  | 49 | 19 | 41 | 38 |

| 150 |

|  | 50 | 18 | 38 | 41 |

| 149 |

|  | 52 | 18 | 35 | 44 |

| 149 |

|  | 52 | 17 | 31 | 49 |

| 149 |

|  | 58 | 18 | 23 | 50 |

| 149 |

|  | 66 | 22 | 16 | 45 |

| 150 |

|  | 75 | 24 | 15 | 35 |

| 150 |

|  | 83 | 21 | 14 | 30 |

| 148 |

|  | 84 | 21 | 18 | 24 |

| 144 |

|  | 79 | 25 | 22 | 20 |

| 144 |

|  | 79 | 25 | 30 | 13 |

| 140 |

|  | 79 | 22 | 32 | 16 |

| 140 |

|  | 77 | 20 | 33 | 19 |

| 140 |

|  | 78 | 19 | 26 | 26 |

| 138 |

|  | 79 | 20 | 26 | 25 |

| 134 |

|  | 79 | 21 | 27 | 23 |

| 136 |

## Sekreterare i första kammaren
Följande personer hade uppdraget som sekreterare i första kammaren.
- 1867–1880: Carl Otto Brakel
- 1881–1922: Adolf von Krusenstierna
- 1923–1958: Harald Berggren
- 1958–1970: Karl-Gustav Lindelöw